# Hercule au cinéma
Voici une liste de films mettant en scène le héros divin grec Hercule ou Héraclès. Dans les années 1950 et 1960, une série de films mettant en scène Hercule a été produite en Italie.

## Filmographie

### États-Unis
- 1962 : Les Trois Stooges contre Hercule (The Three Stooges Meet Hercules) d'Edward Bernds
- 1963 : Jason et les Argonautes (Jason and the Argonautes) de Don Chaffey
- 1970 : Hercule à New York (Hercules in New York) d'Arthur Allan Seidelman
- 1997 : Hercule (Hercules) de John Musker et Ron Clements (animation des studios Disney)
- 2014 : La Légende d'Hercule (The Legend of Hercules) de Renny Harlin
- 2014 : Hercule (Hercules) de Brett Ratner

### France
- 1910 : Les Douze Travaux d'Hercule d'Émile Cohl (animation)

### Italie
- 1918 : Hercule (L'ultima fatica di Ercole) d'Emilio Graziani-Walter
- 1922 : Il trionfo di Ercole de Francesco Bertolini
- 1958 : Les Travaux d'Hercule (Le fatiche di Ercole) de Pietro Francisci
- 1959 : Hercule et la Reine de Lydie (Ercole e la regina di Lidia) de Pietro Francisci
- 1960 : La Vengeance d'Hercule (La vendetta di Ercole) de Vittorio Cottafavi
- 1960 : Les Amours d'Hercule (Gli amori di Ercole) de Carlo Ludovico Bragaglia
- 1961 : Samson contre Hercule (Sansone) de Gianfranco Parolini
- 1961 : Hercule à la conquête de l'Atlantide (Ercole alla conquista di Atlantide) de Vittorio Cottafavi
- 1961 : Hercule contre les vampires (Ercole al centro della terra) de Mario Bava et Francesco Prosperi
- 1961 : La Fureur d'Hercule (Ursus) de Carlo Campogalliani
- 1961 : Deux Corniauds contre Hercule (Maciste contro Ercole nella valle dei guai) de Mario Mattoli
- 1962 : Hercule se déchaîne (La furia di Ercole) de Gianfranco Parolini
- 1962 : Ulysse contre Hercule (Ulisse contro Ercole) de Mario Caiano
- 1963 : Hercule, Samson et Ulysse (Ercole sfida Sansone) de Pietro Francisci
- 1963 : Hercule, le Héros de Babylone (L'eroe di Babilonia) de Siro Marcellini
- 1963 : Hercule contre Moloch (Ercole contro Moloch) de Giorgio Ferroni
- 1963 : Goliath et l'Hercule noir (Goliath e la schiava ribelle) de Mario Caiano
- 1964 : Hercule l'invincible (Ercole l'invincibile) d'Alvaro Mancori
- 1964 : Samson contre tous (Ercole contro Roma) de Piero Pierotti
- 1964 : Hercule contre les mercenaires (L'ultimo gladiatore) d'Umberto Lenzi
- 1964 : Le Triomphe d'Hercule (Il trionfo di Ercole) d'Alberto De Martino
- 1964 : Hercule contre les Fils du soleil (Ercole contro i figli del sole) d'Osvaldo Civirani
- 1964 : Le Grand Défi (Ercole, Sansone, Maciste e Ursus gli invincibili) de Giorgio Capitani
- 1964 : Hercule contre les tyrans de Babylone (Ercole contro i tiranni di Babilonia) de Domenico Paolella
- 1965 : Hercule défie Spartacus (Il gladiatore che sfidò l'impero) de Domenico Paolella
- 1965 : Le Défi des géants (La sfida dei giganti) de Maurizio Lucidi
- 1983 : Hercule (Hercules) de Luigi Cozzi
- 1985 : Les Aventures d'Hercule (Le avventure dell'incredibile Ercole) de Luigi Cozzi